# Лісна Сазоновка
Лісна́ Сазо́новка (рос. Лесная Сазоновка, ерз. Вирь Сазан) — село у складі Ковилкінського району Мордовії, Росія. Входить до складу Мамолаєвського сільського поселення.
Населення — 29 осіб (2010; 46 у 2002).
Національний склад станом на 2002 рік:
- мордва — 100 %